# Église San Nicola a Nilo
L'église San Nicola a Nilo est une église baroque du centre historique de Naples qui se trouve via San Biagio dei Librai, une des rues les plus caractéristiques de la cité parthénopéenne. Elle est dédiée à saint Nicolas, patron des orphelins et des apothicaires.

## Histoire

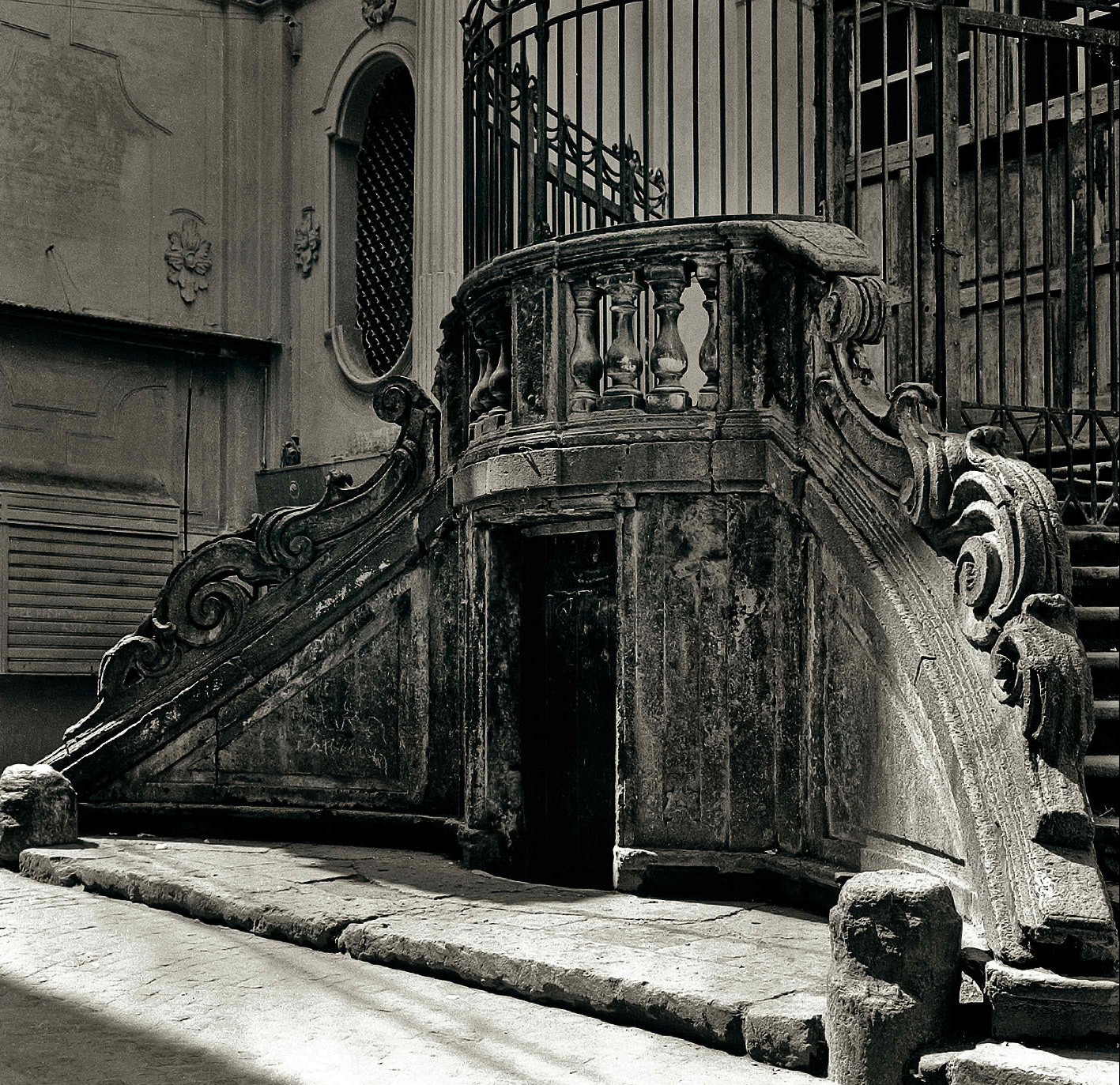
Détail de l'escalier de piperno.

L'église et son couvent annexe sont fondés après 1647, lorsque l'apothicaire Sabato Anella décide d'ouvrir un orphelinat pour les garçons dont les parents ont été tués pendant la sanglante révolte de Masaniello; puis il se transforme au fil du temps en un établissement d'enseignement de garçons des plus réputés de Naples accueillant des fils de familles aisées. 
L'église actuelle est construite en 1705, selon les dessins de Giuseppe Lucchese Prezzolini, telle qu'elle apparaît encore aujourd'hui. Après le tremblement de terre de 1980, l'ancien couvent passe à la communauté de Sant'Egidio.

## Architecture de l'intérieur
L'église s'inscrit dans un plan central, afin de mieux disposer de l'espace restreint avec des paires de colonnes corinthiennes. Une voûte en berceau couvre l'entrée, le maître-autel et les deux chapelles latérales, tandis que les autres espaces avec quatre voûtes abritent pour les quatre restants des niches avec de modestes statues des Évangélistes. Il y avait au-dessus du maître-autel une toile de Luca Giordano de 1658, figurant L'Extase de saint Nicolas protégeant les orphelins; elle se trouve aujourd'hui au musée civique du Castel Nuovo,. 
La lumière est donnée par de grandes fenêtres. La décoration est typique du baroque napolitain avec des stucs de précieuse facture.